# A milliméteres hullám biológiai hatásai

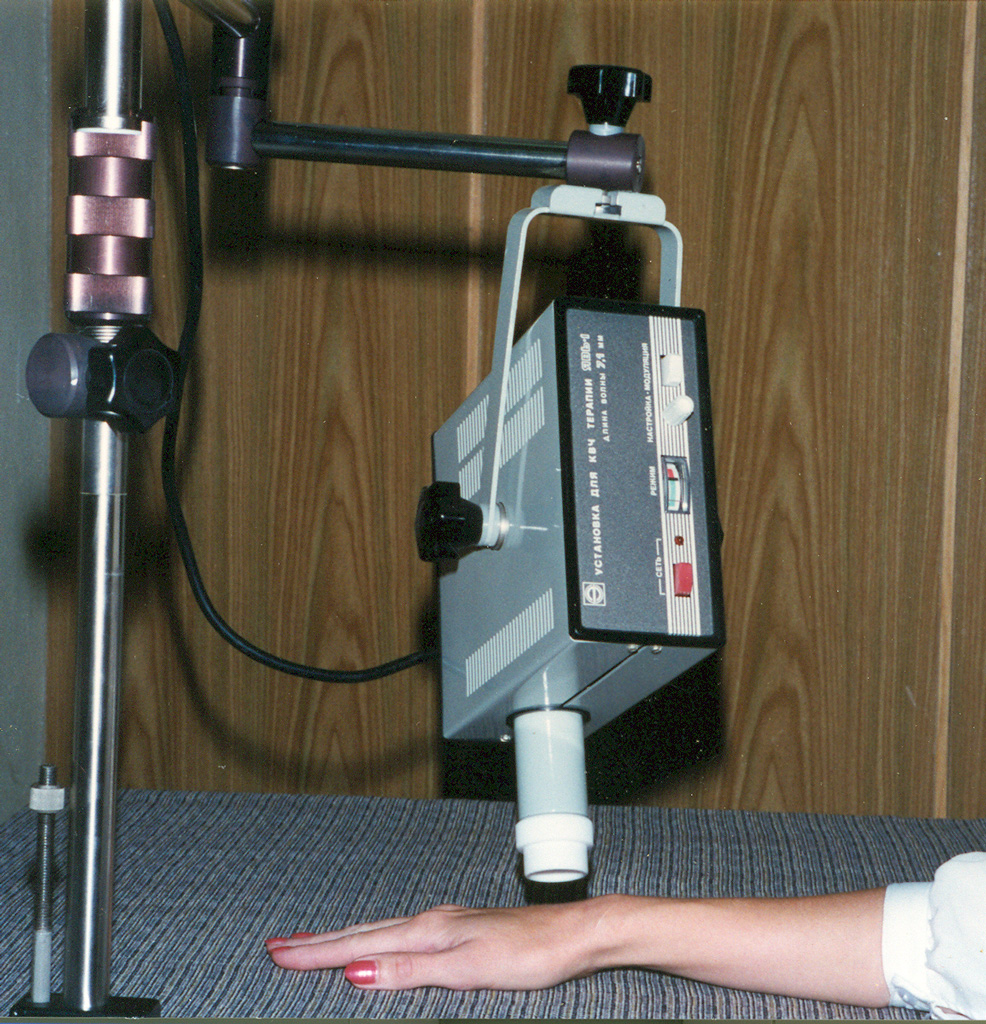
Yav-1 milliméteres hullámú (MMW)) – extrém magas frekvenciájú készülék (EHF)

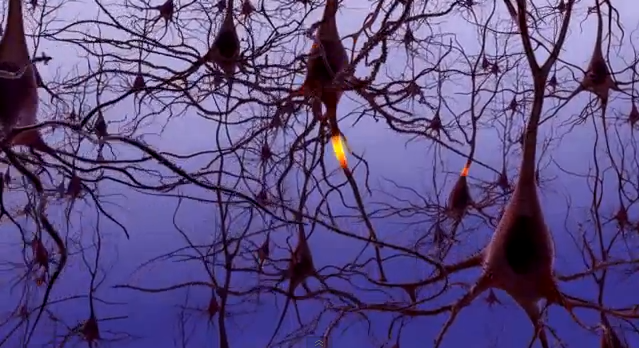
Idegi jelátvitel az emberi agyban az egyik lehetséges hatásmechanizmusa az MWW-nak a perifériás idegek ingerlésén keresztül

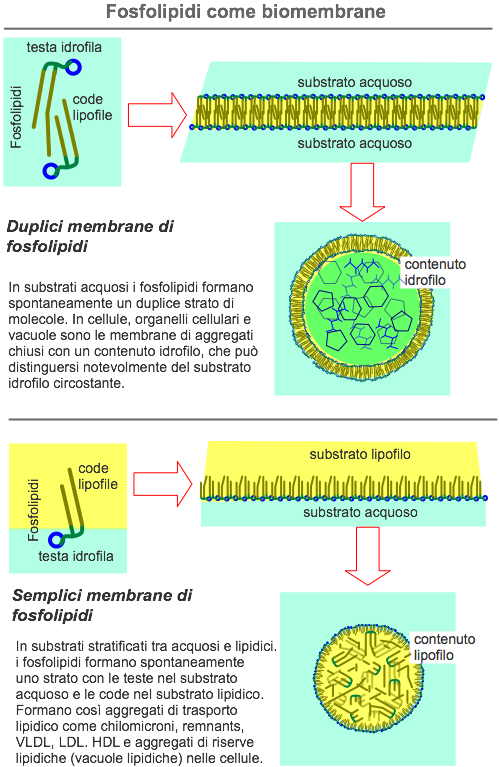
A biomembránok a másik lehetséges célpontja az MWW biológiai hatásainak

A milliméteres hullám (MMW) rendkívül magas frekvenciájú (Extremely High Frequency – EHF) elektromágneses hullám. A Nemzetközi Távközlési Egyesület (ITU) meghatározása szerint a hullámsáv frekvenciája 30–300 gigahertz közötti (1 GHz = 109 másodpercenkénti rezgésszám). A foton energiája <2·10−23 J; vagy <120 mikroelektronvolt. Egyre nagyobb az aggodalom a vezeték nélküli technológiák lehetséges egészségügyi és biológiai hatásainak következményeivel szemben. A legtöbb bioelektromágneses tanulmány a mobiltelefon expozíciót vizsgálta, és csak kevés tanulmány foglalkozik a milliméteres hullámok biokompatibilitásával. A milliméteres hullám nem-ionizáló elektromágneses sugárzás, hiszen egy kvantum energiája 2–20·10−24 J. Ez az energia nem elegendő ahhoz, hogy feltörje a molekulák kémiai kötéseit, amely szükséges ahhoz, hogy ionizáció következzen be.
Az 1960-as évek derekán fedezték fel a biológiai hatásait a milliméteres hullámoknak. A penetráció mélysége a biológiai szövetekbe a felszíntől számítva 0,3-0,5 mm a frekvenciától függően, mert elnyelődik a bőr víztartalmában, valamint a sejtstruktúrák hidrát burkaiban. Az elnyelt energiának klinikailag igazolt terápiás hatása van. A lehetséges bioelektromos és mágneses kölcsönhatások mechanizmusai nem teljesen tisztázottak. Elektromágneses hullámok alacsony intenzitással, de extrém magas frekvencián behatolnak a biológiai szövetekbe, és szinte teljesen elnyelődnek a bőr felületi rétegeiben (a fehérjék hidratált vízmolekuláiban, a kollagénben, a kötőszöveti sejtekben) anélkül, hogy termikus hatást okoznának. Így az EHF sugárzás nem érinti közvetlenül a belső szerveit a kísérleti alanyoknak.
Több érv szól amellett, hogy lehetséges kölcsönhatás a milliméteres hullámok és az élő szervezetek között. Terápiát bevezetett néhány kelet-európai ország több mint 20 évvel ezelőtt. Még mindig nem világos teljesen az, hogy a megfigyelt hatások teljes egészében leírhatók-e a termodinamika keretében, vagy az expozíció során közvetlen EM interferencia jön létre a biológiai folyamatokkal. Fontos hangsúlyozni, hogy általánosságban ezt a terápiás módszert nem fogadja el a nyugati orvostársadalom.

## A milliméteres hullámok interakciói az emberi testtel

### Elsődleges biológiai célpontok 60 GHz-es sugárzáson
Az elsődleges biológiai célpontjai a 60 GHz-es sugárzásnak a bőr és a szem.

#### Szem

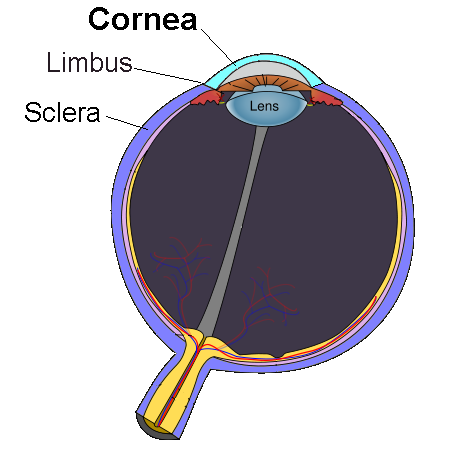
Szaruhártya (Cornea)

Az expozíciót követően a szem abszorbeálja az elektromágneses (EM) energiát a szaruhártya jellemzően szabad víztartalmába (75%), aminek vastagsága 0,5 mm. Nagy intenzitású expozíció (3 W/cm², 6 perc) után elváltozásokat találtak a szemen. Ha a vizsgálatokat 60 GHz-en (10 mW/cm², 8 óra) végezték, nem mutattak kimutatható fiziológiai módosításokat, ami azt jelzi, hogy a milliméteres hullámok a szaruhártyán dózisfüggő módon hatnak.

#### Bőr

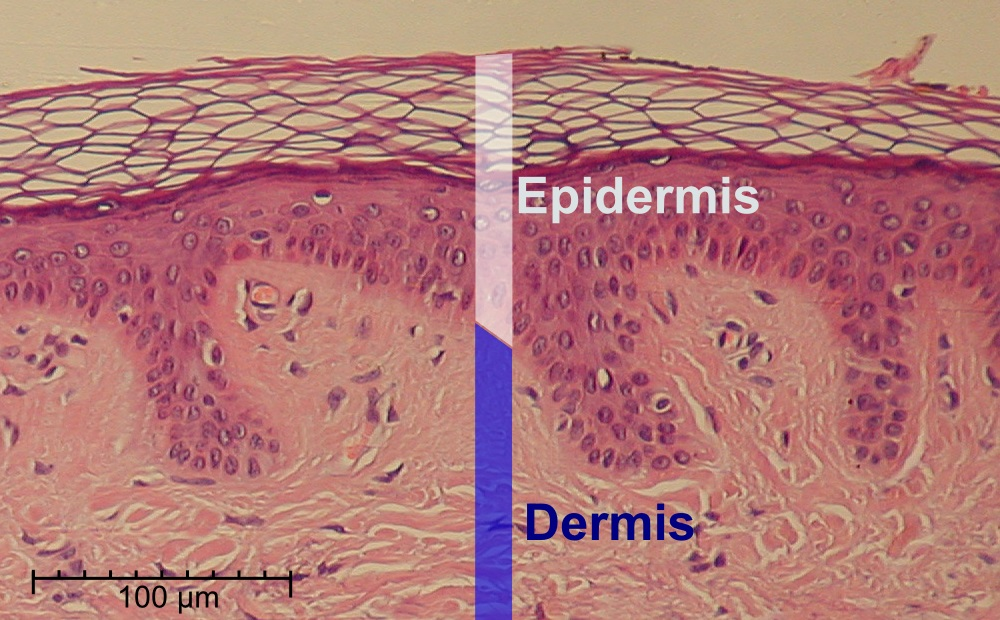
Epidermis (felhám)

Alapvető a kölcsönhatás a bőrrel, mert 95%-át fedi le az emberi test felszínének. EM szempontból a bőr úgy tekinthető, mint egy többrétegű, diszperz, anizotrop szerkezetű rendszer, amely három különböző rétegből áll, nevezetesen, a felhám (epidermisz), az irha (dermisz), és a bőr alatti zsírréteg. A bőr tartalmaz hajszálereket és idegvégződéseket is. A három réteg 65,3%-a szabad vizet, 24,6%-a fehérjét és 9,4%-a lipidet tartalmaz.

### A bőr dielektromos tulajdonságai
A bőr dielektromos tulajdonságainak ismerete alapvető fontosságú a reflexió, a transzmisszió, és az abszorpció szempontjából a szervezetben, valamint az EM modellezés tekintetében. Szemben a 20 GHz alatti frekvenciákkal, a milliméteres hullámhosszsávban a technikai nehézségek miatt nagyon korlátozottak a dielektromos szövetekről rendelkezésre álló adatok. A 10–100 GHz-es tartományban a diszperziós dielektromos tulajdonságai a bőrnek és a biológiai alkotóelemeknek elsősorban a rotációs diszperzió szabad víz molekulákkal kapcsolatosak. Különösen magas veszteség kapcsolódik a szabad víz relaxációs csúcsához 19 GHz-en, 25 °C-on.
Összefoglaló a milliméteres hullám fő biológiai hatásairól
| Alkalmazás            | f,(GHz) | PD, (mW/cm² | Biológiai válasz |
| --------------------- | ------- | ----------- | --- |
| Katonai               | 94      | >1000       | Erős hőhatás, égés |
| Orvosi                | 42,2    | 5 – 15      | Csökkent fájdalomérzet, fájdalomcsillapító hatás                                                                                  |
|                       | 53,6    | 5 – 15      | Hatása van az immun- és gyulladásos rendszerre                                                                                    |
|                       | 61,2    | 5 – 15      | Hatása van az immun- és gyulladásos rendszerre                                                                                    |
| Wireless kommunikáció | 60      | >5          | Ellentmondásos a hatása a sejtosztódásra; Nincs hatása a génexpresszió okozta sejt stresszre; Lehetséges a hatás a biomembránokra |

### Reflexió és transzmisszió a levegő-bőr felületen
Az eredmények azt mutatják, hogy az energia 26–41%-a visszaverődik a levegő/bőr felület találkozásnál, amely normális incidenciájú, és ez az érték lényegesen eltér a megvilágítás ferde beesési szöge esetén.

### Elnyelés a bőrben
Több mint 90%-a elnyelődik a továbbított energiának a bőrben, és így egy- vagy többrétegű bőrmodell elegendő, ha megbízható elektromágneses dozimetriához szeretnénk jutni.

### A ruházat hatása
Ahol a ruházat közvetlenül érintkezik a bőrrel, ott fokozza az energiaátvitelt; ahol 0–2 mm légrés van a ruha és a bőr között, az csökkenti az átvitelt.

### A milliméteres hullámhőhatása
A milliméteres hullámok dinamikus egyensúlyi állapotot indukálnak a hőmérséklet lépésenkénti, néhány tized °C nagyságrendű PD alatt, amely a távoli mező expozíciós határértékre vonatkozik; ugyanakkor jelentős hőhatás jelentkezhet a helyi, közeli mező expozíció esetén.

## Biológiai hatásai

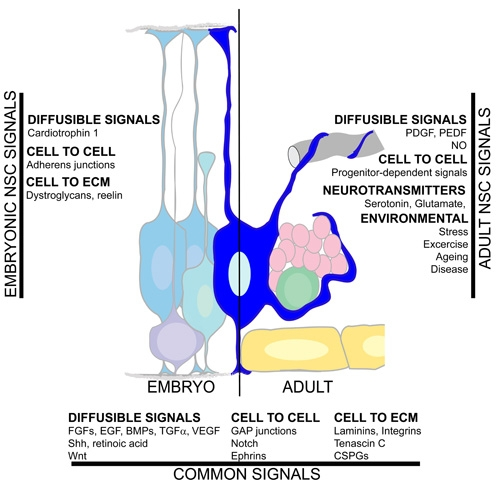
Összefoglaló jelátviteli utak az idegi őssejt mikrokörnyezetében

A milliméteres hullám nem-ionizáló elektromágneses sugárzás, hiszen egy kvantum energiája 2–20·10−24 J. Ez az energia nem elegendő ahhoz, hogy feltörje a molekulák kémiai kötéseit, amely szükséges ahhoz, hogy ionizáció következzen be. Számos folyamat sokkal kevesebb energiát igényel ahhoz, hogy megváltoztathatóak legyenek a biológiai folyamatok, például ehhez szükséges energia gerjesztésre rotációs üzemmódban 10−25–10−22 J. A tudományos szakirodalom szerint a milliméteres hullámok biológiai hatásai két fő útvonalon vizsgálhatók: a fájdalomcsillapító és a gyulladásra és immunrendszerre gyakorolt hatásán keresztül.

### Biológiai hatások fiziológiás szinten

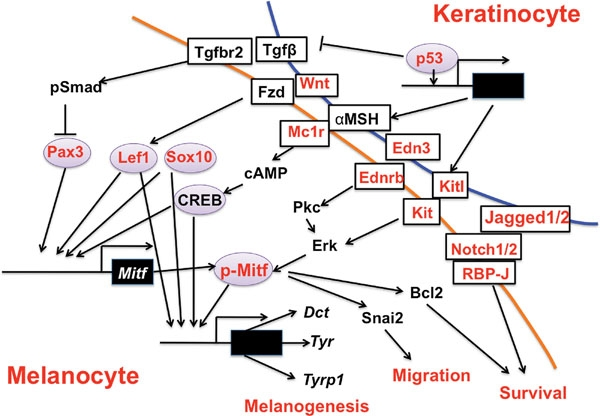
Egyszerűsített vázlatos képe kulcsfontosságú molekuláknak és jelátviteli utaknak a melanocita keratinocita kölcsönhatások esetében

10–100 GHz között a melegedés a fő hatás az EM energia abszorpciójának. Jelentős hőmérséklet változás (ΔT 0,58 °C) PD: 5 mW/cm² teljesítménysűrűség után következik be. Abban az esetben, ha nagyon nagy teljesítményű az expozíció (fentinél több száz mW/cm2), ez fájdalomérzethez vagy szöveti károsodáshoz vezethet. A várható értékei a PD-nek az elterjedőben lévő vezeték nélküli kommunikációs rendszerekben elég alacsony ahhoz, hogy nem indukálnak biológiailag szignifikáns termikus hatást, tipikusan, az előzőekben felvázolt lépésekben, ahol a hőmérséklet változása meghaladja az 1-2 °C-ot. A közvetlen vagy kombinált biológiai hatások elmaradása, amelyek nem közvetlenül függnek a hőmérséklet emelkedésétől még ellentmondásosak.

#### Fájdalomcsillapító hatás

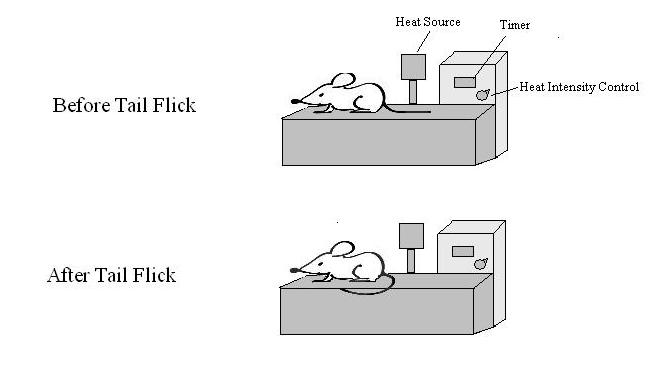
Farok-fricska hideg-teszt

Egyes kutatások szerint a milliméteres hullámok alkalmazása a fájdalomterápiában pozitív eredményeket mutat. A tanulmányok állatokon kimutatták, hogy optimális hatást kapunk 61,22 GHz-es és 13,3 mW/cm²-es hullámokkal. A különböző tudományos publikációk pozitív adatokat mutatnak állati vagy önkéntes vak vizsgálatokkal végzett tanulmányok esetén is. 15 perces expozíció lehetővé teszi, hogy jobban ellenálljanak az egerek ártalmas stimulációnak, hideg víz farok-fricska tesztnek. A fájdalomcsillapító hatás nem figyelhető meg a PD, 0,5 mW/cm². Előkezelés speciális opioid antagonistákkal teljesen blokkolja ezt a hatást, amely azt sugallja, hogy endogén opioidokat (természetes molekula vesz részt a fájdalom toleranciájában) von be a fájdalomcsillapító hatás kialakulásába.

#### Hatása a gyulladásra és az immunrendszerre

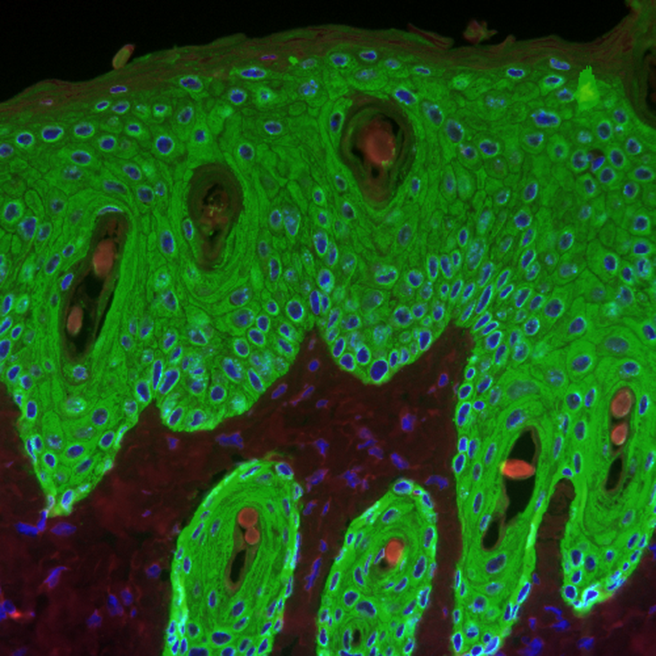
Proliferatív válasz indukció tumor promoterekkel vad típusú egérepidermis keratinocitában

A milliméteres hullámok hatásait az immunrendszerre az elmúlt 25 évben széles körben tanulmányozták, ezek a kutatások azt mutatják, hogy ezek a hullámok képesek modulálni az immunválaszokat. Szabó és munkatársai vizsgálták a 61,2 GHz-es expozíciónál az epidermális keratinociták mérésével a molekulák felszabadulását, amely azt mutatta, hogy döntő szerepet játszanak a sejtek vándorlásában számos élettani és kóros folyamatban, az úgynevezett kemokinek esetében.
Ebben a munkában a szerzők nem találtak modulálását annál a két kemokin termelésnél, amelyek részt vesznek a gyulladásos bőrbetegségekben, nevezetesen a RANTES-nél (Szabályozott Aktiválás Normális T-sejt-expressziós és Szekréciós molekula) és az IP-10-nél (Interferon-indukálta Fehérje). Ennek ellenére csekély növekedést mutatott az intracelluláris IL-1b, egy jelentős gyulladáskeltő citokin, amelyet a keratinociták szekrenálták, válaszul különböző ingerekre. Ez az eredmény azt sugallja, hogy a 61,2 GHz-es expozíció képes aktiválni a keratinocitákat.
Makar és munkatársainak in vivo vizsgálatai egereken 61,3 GHz-es és 31 mW/cm2 hullámsűrűségnél is kimutattak, egy pro-gyulladásos hatást, amit a szabad idegvégződéseken a bőrben történő aktiválással váltott ki az expozíció. Másrészt, az alacsony intenzitású expozíció 42 GHz-en gyulladásgátló hatásként jelentkezett. Az egértalp ödéma- és a helyi hipertermiás kísérleti modell használatával a helyi akut gyulladás vizsgálatával Gapeyev és munkatársai kimutatták, hogy csökkentik a milliméteres hullámok a Zimozán injekció által előidézett gyulladást.

#### Hatásmechanizmus fiziológiás szinten
- A bőrben található neuronok stimulációja összehangolt fiziológiás tevékenységeket indukál az úgynevezett szisztémás választ
- Közvetlen aktiválása a bőrsejteknek (keratinociták és /vagy hízósejtek) indukálja a szekrécióját a molekuláris jelátviteli faktoroknak az általános vérkeringésbe

### Biológiai hatások sejt- és molekuláris szinten
Celluláris és szubcelluláris kísérleteket végeztek annak érdekében, hogy a lehetséges molekuláris mechanizmusait megfejtsék a milliméteres hullámok és a sejtek között létrejött kölcsönhatásoknak. Ezek a tanulmányok nagyon heterogének, és néhány közülük elemezi a közös biológiai funkcióit a létrejött interakcióknak.

#### Hatása a sejtosztódásra

NK-sejt aktiválása

Milliméteres hullámokat már használták hagyományos gyógyszeres terápia kezelése mellett melanomában olyan kutatásokban, amely potenciális antiproliferatív hatásaira irányult. Azt tapasztalták, hogy 52–78 GHz-es expozíció mellett a proliferációját csökkenti az emberi melanoma sejteknek. Azt is kimutatták, hogy a proliferáció gátlása mérsékelt volt, és korrelált a kezelt sejtek energia-metabolizmusában bekövetkezett szerkezeti változásaival és módosulásával. Megjegyzendő, hogy 2 évvel később ugyanez a szerző nem tudta reprodukálni ugyanezeket az eredményeket.
Éppen ellenkezőleg, a tanulmányt készítő szerzők kutató csoportja azt nyilatkozta, hogy a proliferáció nem volt szignifikánsan alacsonyabb a milliméteres hullám expozíció után. Ziskin és kutató csoportjának eredményei kimutatták, hogy rákellenes tulajdonságai a milliméteres hullámoknak közvetett lehet. Azt találták, hogy az expozíció csökkentheti a tumor metasztázis aktiválódását természetes ölősejtek révén, vagy védi a sejteket a toxikus, általánosan alkalmazott tumorellenes gyógyszerekkel szemben.

#### Hatása a génexpresszióra

A genetikai kód

Egyfelől a legtöbb tanulmány szerint a nem-ionizáló milliméteres hullámok nem genotoxikusak. Másfelől, létezik az a hipotézis, hogy lehetséges proteotoxikus hatásuk. A közelmúltban egy csoport kiadott egy alapos tanulmányt, ami azt mutatja, hogy ha ügyelünk, hogy ne alakuljon ki hőhatás, nincs jelentős változás a fehérje chaperon kifejeződésben, vagy mint például a HSP70-es ciusterint lehetne kimutatni. Ezek az eredmények összhangban vannak a korábban közölt adatokkal, amely kimutatta a hiányát a HSP indukció hatásának.
Annak érdekében, hogy tovább vizsgálják a lehetséges proteotoxikus hatását a milliméteres hullámoknak, elemezték a hatását a retikulum stresszhez és ehhez kapcsolódó fehérje választ. Az eredmények azt mutatták, hogy 59–61,2 GHz-es sugárzás és 0,14 mW/cm2 teljesítménysűrűség mellett nem befolyásolták az endoplazmatikus retikulum homeosztázisát. Ezek az adatok azt jelzik, hogy milliméter hullámok nem váltanak ki akut stresszt a transzkripciós válaszban.

#### Hatása a biomembránokra

Biomembrán

A sejtmembránok foszfolipidek kettős rétegébe beágyazott fehérjékből állnak. A szerkezet dinamikus, bár nagymértékben rendezett, és számos tanulmány azt gondolja, hogy a sejtmembrán a lehetséges molekuláris célpontja a milliméteres hullámoknak. Például egy kutatócsoport adatai azt mutatták, hogy a 60 GHz-es expozíción hasonlóan alakultak, az általában elvárható értékek a vezeték nélküli kommunikációs rendszerekben is (0,9 mW/cm2), és kiválthatnak szerkezeti módosításokat a mesterséges biomembránokban. Az expozíció reverzibilisen növelte a laterális nyomását az egyrétegű foszfolipidnek, de ez az esemény nem elég erős ahhoz, hogy zavarja a foszfolipid mikrodomén szerveződését egy biomembránban.
Reverzibilis externalizálása a foszfatidilszerinnek megfigyelhető volt sejtkárosodáskor anélkül, hogy megszüntetné az apoptózis indukció hipotézisét. A biológiai jelentősége ennek a megfigyelésnek nem világos, de ez a módosítás játszhat szerepet a celluláris jelátvitelben vagy celluláris kölcsönhatásokban. Azt feltételezték, hogy a milliméteres hullámok zavarhatják a orientációját a töltéssel rendelkező molekuláknak és a bipoláris molekulák vezetőképességének változása a membrán/ víz kapcsolatnál jelentkezik.

## A jövő trendjei
A jövőbeli kutatások tendenciájának a bioelektromágneses, milliméteres hullámok körében ki kell terjednie olyan szempontokra is, mint lehetőség a szinergikus és kombinált EM/ hőhatás (IR technológia) pontos meghatározása bizonyos teljesítmény küszöbértékeken, és azonosítása a lehetséges biomarkereknek a milliméteres hullámhossz-expozíciótól függően, a terápiás lehetőségek szélesebb skálájának céljából.
Intelligens orvosi műszerek (Biotrem technológiák) gyártása, ahol az élő szervezet EM állapotát figyelembe véve, egyénre szabott orvoslásban (personalized medicine) alkalmazzák a milliméteres terápiát.
Végül, az új trendek a vezeték nélküli, test felszíni hálózatok (BAN: Body Area Networks) arra utalnak, hogy a milliméteres hullámokkal működő on-és off-body érzékelők, beleértve a hordható, viselhető antennákat a növekvő érdeklődésre tekintettel válnak a kutatások célkeresztjévé. Ki kell alakítani a megfelelő antennákat ezekben az alkalmazási formákban, a testre gyakorolt hatásait és az antenna teljesítményét nagy gondossággal kell figyelembe venni. Ezért pontos jellemzésére és ismeretére van szükség a bőr dielektromos
tulajdonságaival kapcsolatban.
Emellett, az egyik jelenleg ígéretes felderítetlen megoldás lehet, hogy végre konfigurálható , milliméteres hullámhosszú, viselhető, hordható antennákat fejlesszenek ki. Az on-body alkalmazások terjedésének jellemzése rendkívül fontos, mivel jelentősen eltérnek a szabad téri viszonyoktól, és nincs jelenleg elérhető tudományos információ a szakirodalomban ezzel a kérdéskörrel kapcsolatban.